# Forni di Sopra
Pour les articles homonymes, voir Forni.
Forni di Sopra (Fôr di Sor en fornese) est une commune italienne d'environ 920 habitants, de l'organisme de décentralisation régionale d'Udine, dans les Dolomites Frioulanes, dans la région autonome du Frioul-Vénétie Julienne en Italie.
C'est une station de sports d'hiver et d'été internationale de la Carnie (Alpes Carniques).

## Géographie physique
Le village, dominé au sud par les Dolomites frioulanes (it), s'élève à 907 m d'altitude en son centre, dans la partie la plus occidentale et la plus élevée de la haute vallée du Tagliamento, ici encore modeste torrent, dans la région alpine de Carnie. Il s'étend sur la rive gauche du Tagliamento, à 12 km à l’est du Passo della Mauria (it), qui marque la limite avec la Vénétie. C'est la commune la plus occidentale de la organisme de décentralisation régionale d'Udine. Elle est dominée par les splendides sommets dolomitiques des monts 
Cridola (it) (2.581 m) et Monfalconi (it) (2.548 m) à l'ouest, et du mont Pramaggiore (it) (2.478 m) au sud-ouest, qui la séparent  de la Val Settimana (it) e de la Val Cimoliana (it) (organisme de décentralisation régionale de Pordenone), et par les cimes du monte Bìvera (2.473 m), du Clap Savon (2.462 m) et du Clap Varmost (1.751 m) au nord-est, qui la séparent de la vallée de Sauris (Val Lumiei (it)). Une grande partie du territoire méridional de la commune est comprise dans le parc naturel des Dolomites frioulanes (it).

## Géographie anthropique
La commune est formée du chef-lieu (aussi connu sous le nom de Vico) et de deux autres noyaux d'habitation un peu plus en aval:
- Andrazza (Dondrasse, variante locale : Dondrassa), 885 m, et
- Cella (Cele, variante locale : Siela), 876 m.

### Communes limitrophes
Cimolais, Claut, Domegge di Cadore, Forni di Sotto, Lorenzago di Cadore, Sauris, Vigo di Cadore

## Histoire
La haute vallée du Tagliamento était probablement déjà fréquentée à l'époque préhistorique par des populations nomades d'origine celte, les Carni, provenant des plaines comprises entre le Rhin et le Danube. La présence romaine, elle, est attestée sous le nom de Vico, du latin vicus, petite agglomération, sur de nombreuses pièces de monnaie de l'époque. Elle a longtemps été considérée comme distincte du reste de la Carnie, du fait de sa dépendance de la famille Savorgnan, qui la reçut, comme sa voisine Forni di Sotto, du patriarcat d'Aquilée, d'où le nom de Forni Savorgnani, encore utilisé pour dénommer cette partie de la vallée.

## Patrimoine
- Église de San Floriano (it), à Cella
- Église paroissiale de Santa Maria Assunta (it)
- Église de San Giacomo Apostolo (it), à Vico
- Église dei Santi Vito, Modesto e Crescenzia (it), à Andrazza
- Église de la Madonna della Salute
- Église de San Vito
- Chapelle près du refuge Giaf
- Site archéologique du château de Sacuidic (it)
- Site archéologique fortifié du Cuol di Ciastel

## Langues et dialectes
La population de Forni di Sopra utilise, outre l'italien, une variante locale du frioulan. 

## Économie
L'économie du village est essentiellement basée sur le tourisme : Forni di Sopra est aujourd'hui une destination prisée de tourisme estival et hivernal, grâce à un paysage d'une rare beauté et à d'excellentes pistes de ski alpin (notamment sur le versant méridional du  Varmost) et de ski de fond. La station, particulièrement attachée à favoriser un tourisme durable à mobilité douce, a adhéré au programme touristique Perles des Alpes.

## Administration
| Période                                  | Période | Identité    | Étiquette     | Qualité |
| ---------------------------------------- | ------- | ----------- | ------------- | ------- |
| 2019                                     |         | Marco Lenna | Liste civique |         |
| Les données manquantes sont à compléter. |         |             |               |         |

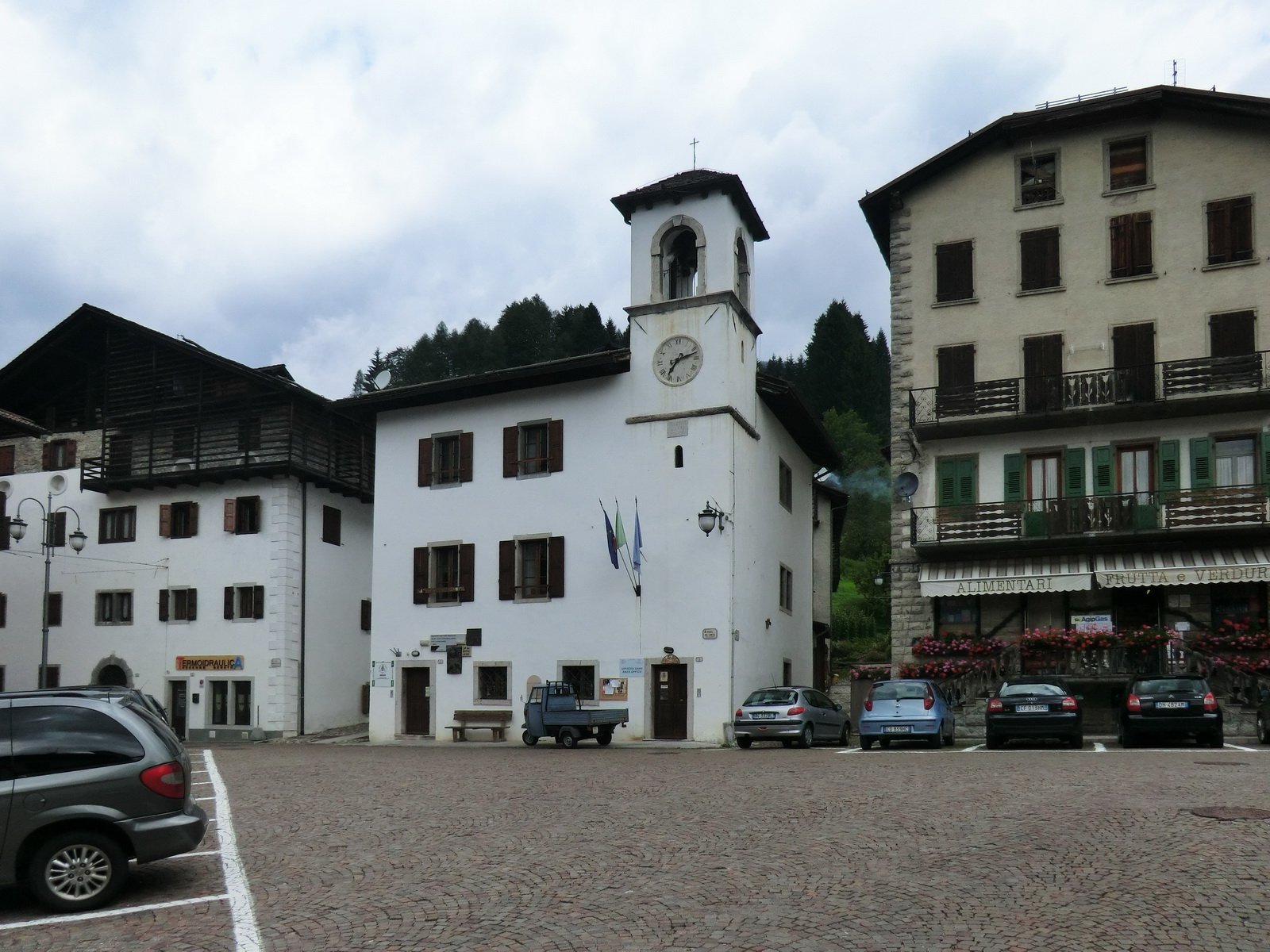
Mairie et place principale
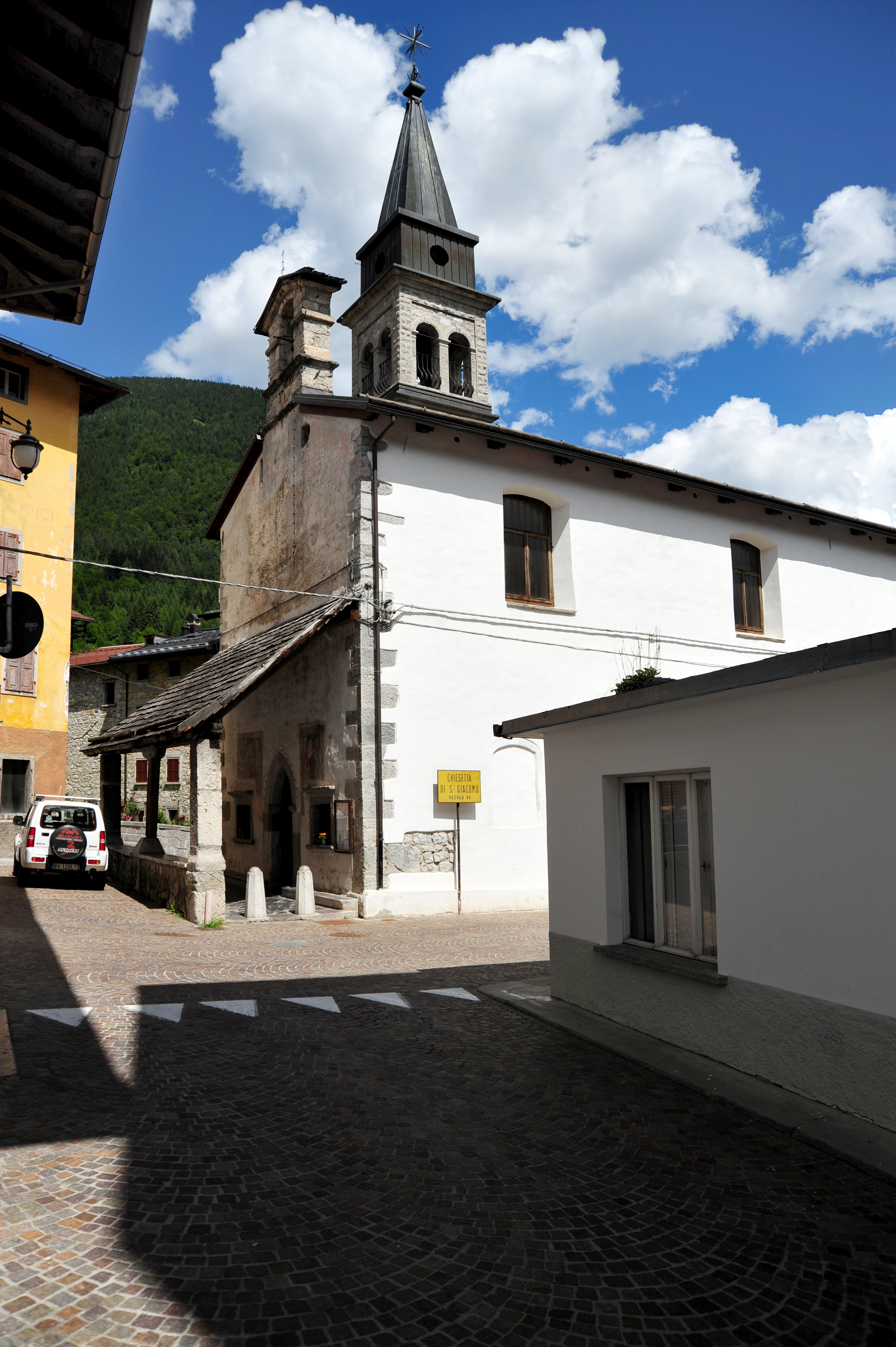
San Giacomo, à Vico
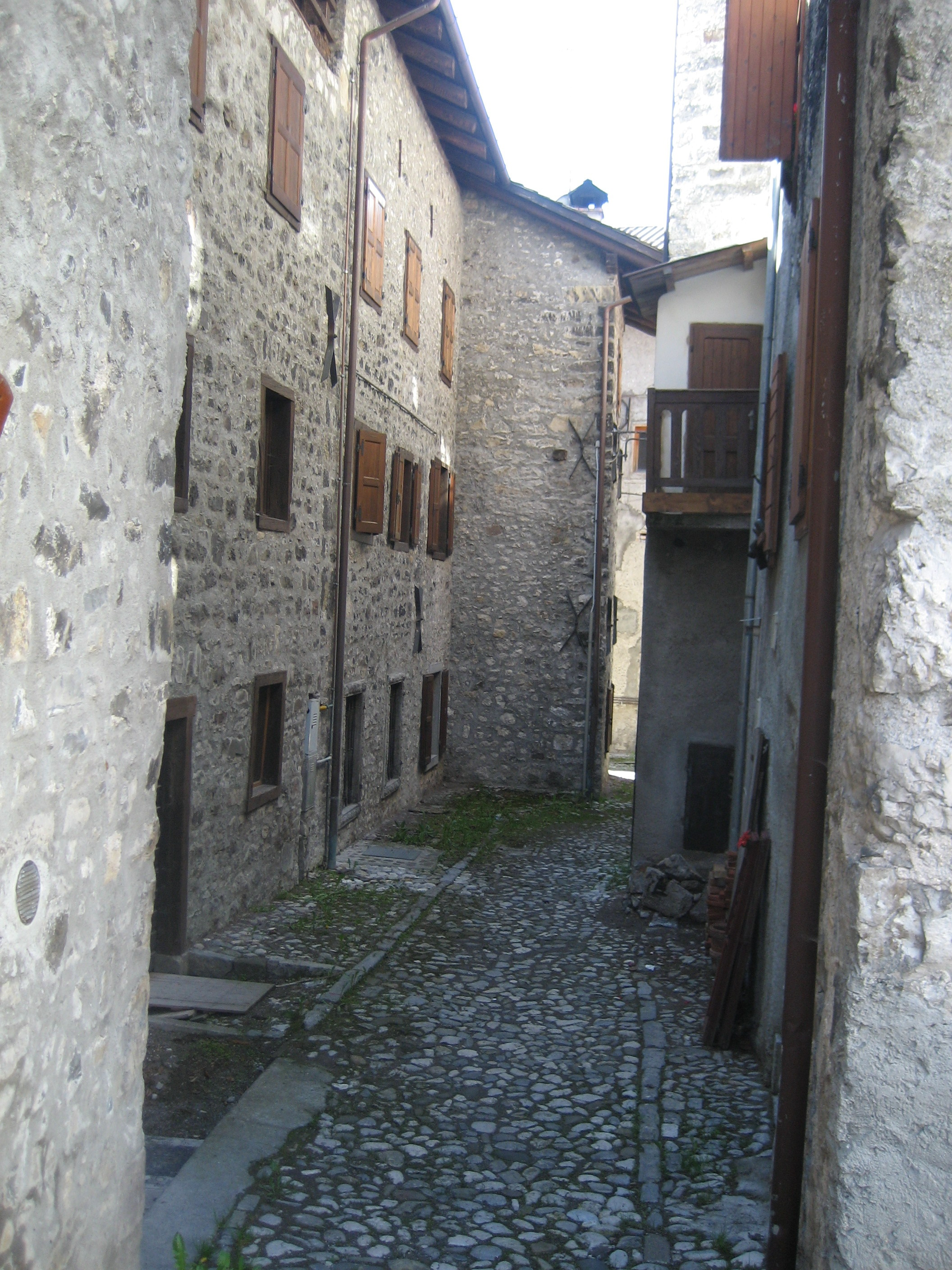
Ruelle de Vico
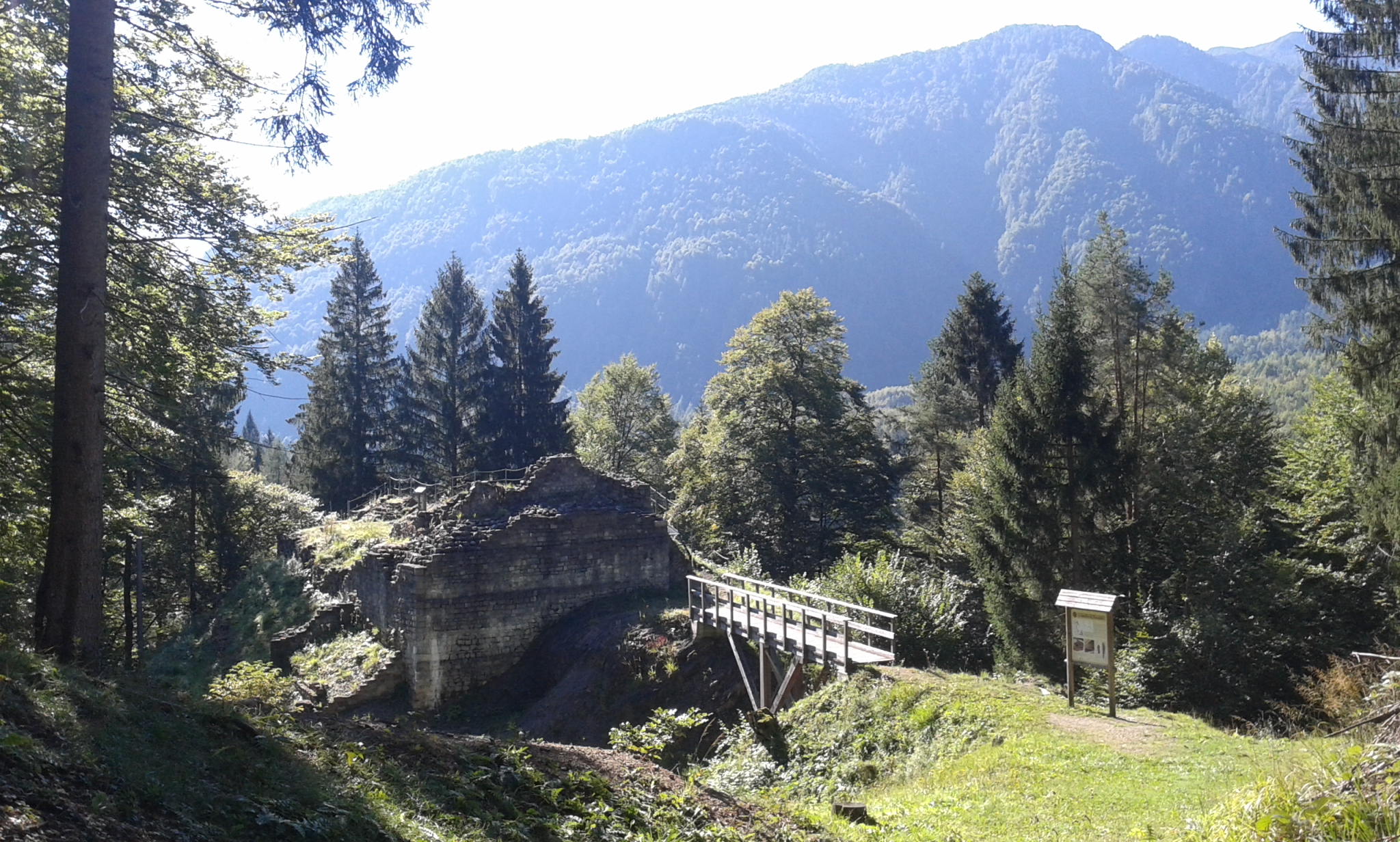
Ruine du château de Sacuidic